# Trappistenabtei Diepenveen

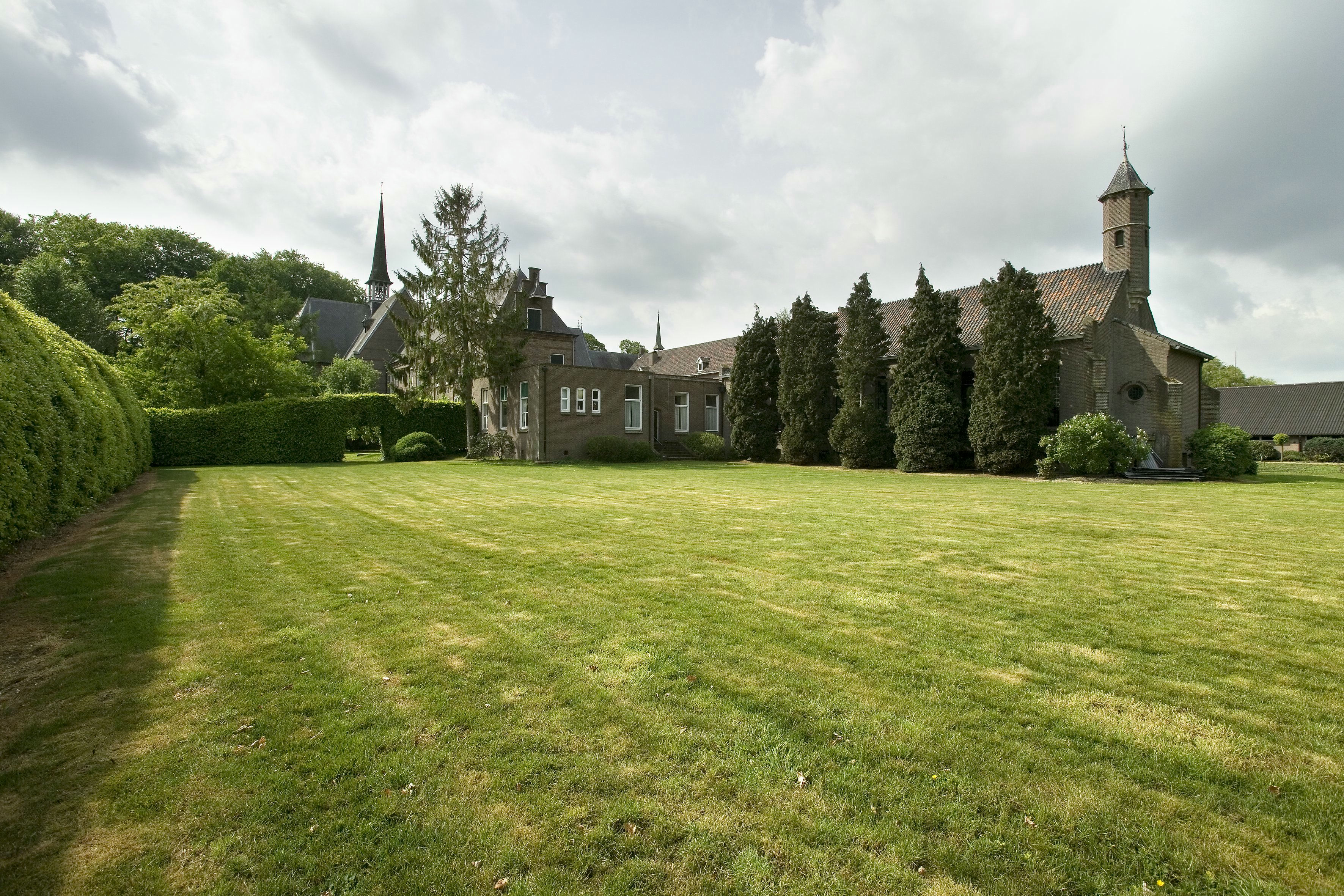
Abtei Sion, Diepenveen

Die Trappistenabtei Diepenveen (auch: Abtei Sion; lat. Abbatia Beatae Mariae de Sion) ist ein von 1883 bis 2015 bestehendes ehemaliges niederländisches Kloster in Diepenveen, Deventer, Provinz Overijssel, Bistum Utrecht.

## Geschichte
Mönche der Trappistenabtei Achel gründeten 1883 auf dem Landgut Frieswijk in Deventer das Kloster Unsere Liebe Frau vom Heiligsten Herzen Jesu. Es wurde 1890 nach Diepenveen, nördlich Deventer, verlegt und nahm 1895 den Namen Unsere Liebe Frau von Sion an (1936 zur Abtei erhoben). Das einst für 120 Mönche gebaute Kloster wurde dem 2015 auf ein Dutzend Köpfe geschrumpften Konvent zu groß und man beschloss einen neuen Start auf der Insel Schiermonnikoog (deren Name „Insel der grauen Mönche“ bedeutet und wo einst das Kloster Klaarkamp eine Grangie hatte). Das dort neu gebaute Kloster wurde 2019 eröffnet. Die Umzugsgeschichte erzählt der Dokumentarfilm L'île des moines (Die Mönchsinsel) von Anne Christine Girardot (* 1970).

## Obere und Äbte
- Benedictus-Maria van den Berg (1891–1894)
- Placidus Verheggen (1894–1898)
- Jacobus Fokkes (1898–1934)
- Gabriel van de Moosdijk, 1886–1981 (1934–1952, dann Abt von Achel)
- Malachias Muller (1952–1975)
- Adolphus van der Zeijden (1975–1988)
- Johannes Henselmans (1988–1992)
- Romero Hakvoort (1992–1993)
- Alberic Bruschke (1999–)